# Knut Haakonsson
Knut Haakonsson (em nórdico antigo, Knútr Hákonarson; em norueguês, Knut Håkonsson) (ca. 1208 - Bergen, 1261) foi um nobre norueguês, durante um tempo pretendente ao trono pela facção do grupo insurrecional dos Ribbung, em oposição a Haakon IV. Depois da reconciliação com o rei, obteve desde 1239 o título de jarl de Noruega.

## Biografia
Era filho do jarl Haakon, o Louco e de Cristina Nikolasdotter. Seu pai era irmão do rei Ingo II e tinha governado no ocidente de Noruega, com Bergen como principal posse. Por seu pai, Knut descendia de Sigurdo II. Sua mãe, Cristina, era uma princesa sueca, neta do rei Érico, o Santo.
Em 1214 morreu Haakon, o Louco, e Cristina regressou a Suécia levando-se consigo a Knut. Mãe e filho viveriam na província de Varmlândia. O rei Ingo II tomou posse dos territórios do ocidente norueguês, como previamente se tinha acordado.
Em 1223, em Bergen, Knut foi considerado como um dos quatro candidatos a ocupar o trono de Noruega, mas finalmente a decisão dos homens mais poderosos do reino favoreceu a Haakon IV.
Com a morte do pretendente Sigurdo, o Tosco em 1226, Knut foi eleito para sucedê-lo como líder da facção de Sigurdo, um grupo que nesse tempo controlava certas partes do oriente do país, em aberta rebelião contra a autoridade de Haakon IV. Knut regressou assim à Noruega, mas foi derrotado no ano seguinte, e fez as pazes com o rei. Casou-se com Ingride Skuladatter, a filha de Skule Bårdsson, o comandante do exército do rei.
Skule Bårdsson foi também rival de Haakon IV e em 1239 se rebelou, se proclamando rei. Procurou o apoio de Knut, sob a promessa de nomeá-lo jarl, mas este se negou, se mantendo fiel a Haakon e recebendo o título de jarl de mãos deste.
Manteve a dignidade de jarl durante o resto de sua vida o que o tornou, formalmente, no homem mais poderoso do país após o rei, ainda que sua relevância nos assuntos do Estado é duvidosa. Em setembro de 1261, foi o encarregado de levar a coroa na cerimônia de coroação de Magno VI. Então, Knut padecia já de uma frágil saúde, e morreu nesse mesmo ano.
Foi sepultado na Antiga catedral de Bergen.

## Literatura
- Sturla Þórðarson; tradução ao inglês de G.W. Dasent (1894, repr. 1964). The Saga of Hakon and a Fragment of the Saga of Magnus with Appendices. London (Rerum Britannicarum Medii Ævi Scriptores, vol.88.4).